# SMPD2
SMPD2 (англ. Sphingomyelin phosphodiesterase 2) – білок, який кодується однойменним геном, розташованим у людей на короткому плечі 6-ї хромосоми. Довжина поліпептидного ланцюга білка становить 423 амінокислот, а молекулярна маса — 47 646.
| 10         |  | 20         |  | 30         |  | 40         |  | 50         |
| ---------- |  | ---------- |  | ---------- |  | ---------- |  | ---------- |
| MKPNFSLRLR |  | IFNLNCWGIP |  | YLSKHRADRM |  | RRLGDFLNQE |  | SFDLALLEEV |
| WSEQDFQYLR |  | QKLSPTYPAA |  | HHFRSGIIGS |  | GLCVFSKHPI |  | QELTQHIYTL |
| NGYPYMIHHG |  | DWFSGKAVGL |  | LVLHLSGMVL |  | NAYVTHLHAE |  | YNRQKDIYLA |
| HRVAQAWELA |  | QFIHHTSKKA |  | DVVLLCGDLN |  | MHPEDLGCCL |  | LKEWTGLHDA |
| YLETRDFKGS |  | EEGNTMVPKN |  | CYVSQQELKP |  | FPFGVRIDYV |  | LYKAVSGFYI |
| SCKSFETTTG |  | FDPHRGTPLS |  | DHEALMATLF |  | VRHSPPQQNP |  | SSTHGPAERS |
| PLMCVLKEAW |  | TELGLGMAQA |  | RWWATFASYV |  | IGLGLLLLAL |  | LCVLAAGGGA |
| GEAAILLWTP |  | SVGLVLWAGA |  | FYLFHVQEVN |  | GLYRAQAELQ |  | HVLGRAREAQ |
| DLGPEPQPAL |  | LLGQQEGDRT |  | KEQ        |  |            |  |            |

A: Аланін

C: Цистеїн

D: Аспарагінова кислота

E: Глутамінова кислота

F: Фенілаланін

G: Гліцин

H: Гістидин

I: Ізолейцин

K: Лізин

L: Лейцин

M: Метіонін

N: Аспарагін

P: Пролін

Q: Глутамін

R: Аргінін

S: Серин

T: Треонін

V: Валін

W: Триптофан

Кодований геном білок за функцією належить до гідролаз. 
Задіяний у такому біологічному процесі, як метаболізм ліпідів. 
Білок має сайт для зв'язування з іонами металів, іоном магнію. 
Локалізований у мембрані.